# Sergej Alexandrovič Bondarin
Sergej Alexandrovič Bondarin (rusky Сергей Александрович Бондарин; 27. ledna 1903, Oděsa – 25. září 1978, Moskva) byl ruský spisovatel a básník.
Vyrůstal v Oděse, počátkem dvacátých let byl členem oděského literárního kruhu, přátelil se s Eduardem Bagrickým a Semjonem Gechtem. V roce 1929 absolvoval studia práv na Oděském institutu. V roce 1930 se oženil s umělkyní Henriettou Adlerovou (1903-1997).
Psal básně, příběhy, novinářské eseje. První kniha (pro děti) byla Dyndyp z údolí Durgun-Chotok (1931), která se odehrává v Mongolsku. Protesty spisovatelů, včetně Šklovského a Lva Slavina proti skutečnosti, že Bondarinovi byla věnována malá pozornost, vedly k vydání knihy Pět let (1935). Členem Svazu spisovatelů SSSR byl od roku 1938.
Od června 1941 do února 1944 sloužil jako korespondent u Černomořského loďstva. Účastnil se kerčsko-feodosijské operace v roce 1941.
V březnu 1944 byl zatčen, 21. dubna 1945 odsouzen na 8 let v táborech na základě obvinění z „protisovětské agitace“. Do roku 1953 byl vězněn v Mariinsku, v Tajšetu, poté byl ve vnitřním exilu na území Krasnojarského kraje.
Pak žil v Moskvě, kde zemřel 25. září 1978. Byl pohřben v Moskvě na Donském hřbitově.